# Мёрфи, Джон Метью
Джон Мэтью Мёрфи (англ. John Matthew Murphy) (1946, Эссекс) — брендинг-консультант, создатель фирмы Interbrand, одного из первых и главных брендинговых консалтинговых агентств. Изобретатель термина «брендинг». Пионер брендинговой оценки. С 1996 года пивовар, создатель пивоварни St. Peter's. В 2001 году ему была присуждена почётная степень доктора социальных наук Университета Брунеля.

## Interbrand
В 1979 году Мёрфи открыл свой первый офис в Нью-Йорке и компания, носившая до этого имя Novamark была переименована в Interbrand. Фирма предложила услугу, которая дала старт целой отрасли: оценка стоимости брендов. Как он сам впоследствии рассказывал: «повсюду продавались бизнесы, производящие брендованные товары, хотя на самом деле стоило бы продавать сами бренды. Но никто не знал, как оценивать их». В 1987 году Interbrand заявил, что обладает собственной методологией оценки стоимости брендов, а в 1989 году Мёрфи выпустил свою эпохальную книгу «Оценка брендов — поиск правдивого и честного взгляда» (англ. Brand Valuation – Establishing a true and fair view). В 1993 году Джон решил продать Interbrand, его купила компания Omnicom. До 1996 года продолжал работать в руководстве Интербренда, помогая передаче его новому владельцу, после чего окончательно покинул компанию.

## Бренды
С участием Джона Мёрфи были созданы следующие всемирно известные бренды:
- Prestel, система видеотелефонии
- Бритиш Телеком, отделение Почты, ставшее самостоятельным подразделением
- Land Rover Discovery
- Прозак

## Пивоварня St. Peter’s
После ухода из брендингового агентства Джон Мёрфи решил создавать собственные бренды. Размышляя над тем, почему английское пиво и эли так сложно найти за рубежом, он пришёл к выводу, что большинство пивоваров предпочитают продавать своё пиво через местные пабы, вместо того, чтобы двигать свой бренд. Англичане преимущественно также пьют местное пиво в местных пабах. В 1996 году Мёрфи создал с нуля небольшую крафтовую пивоварню в Саффолке, выкупив поместье St. Peter’s hall. Бизнес был ориентирован прежде всего на международный рынок, а не на пабы. На текущий момент они производят почти 3 миллиона литров пива в год. В 2013 году компания St. Peter’s оценивалась в 12-15 млн. фунтов стерлингов.

## Плимутский джин
Джон Мёрфи участвовал в покупке у компании Allied Domecq винокурни и бренда Плимутский джин в 1996 году. Этот джин был уникальным английским продуктом со славной историей. На момент покупки производилось всего 3000 бутылок в год, хотя производственные мощности позволяли изготавливать до 200000. После выпуска новой упаковки и продвижения, продажи составили 150 тысяч упаковок в 2003 году.

## Личная жизнь
Был женат в 1969-2000 годах на баронессе Элен Мёрфи, члене Палаты лордов.